# 沈約
沈 約（しん やく、元嘉18年（441年）- 天監12年閏3月11日（513年5月1日））は、中国南朝を代表する文学者、政治家。字は休文。諡は隠。本貫は呉興郡武康県（現在の浙江省湖州市徳清県）。

## 生涯
沈璞の子として生まれた。沈氏は元来軍事で頭角を現した江南の豪族であるが、沈約自身は幼いときに父を孝武帝に殺されたこともあり、学問に精励し学識を蓄え、南朝宋・斉・梁の3朝に仕えた。南朝斉の竟陵王蕭子良の招きに応じ、その文学サロンで重きをなし、「竟陵八友」の一人に数えられた。その後蕭衍（後の南朝梁の武帝）の挙兵に協力し、南朝梁が建てられると尚書令に任ぜられ、建昌県侯に封ぜられた。晩年は武帝の不興をこうむり、憂愁のうちに死去したという。このため諡は、当初「文」とされるところを武帝の命により「隠」とされた。

## 著作・文学作品
歴史書では『宋書』および『晋書』『斉紀』を編纂した。詩の分野では同じ「八友」の仲間である謝朓・王融らとともに、詩の韻律・形式美を自覚的に追求し、「永明体」と呼ばれる詩風を生み出した。その理論として四声（平・上・去・入）・八病の説を唱えた。南朝の同時代の文壇において最も重きをなし、無名であった劉勰が『文心雕龍』を世に出そうとした時には、沈約に見せて評価を求めたという。『梁書』本伝によると彼の文集は100巻あったというが散逸し、現在伝わる文集は明代以降に再編集されたものである。

## 文献
- 『梁書』 巻13、中華書局。
- 『南史』 巻57、中華書局。

### 日本語書籍
- 興膳宏 編『六朝詩人傳』大修館書店、2000年。原典訳注、大著
- 興膳宏 編『六朝詩人群像』大修館書店〈あじあブックス〉、2001年。列伝、木津祐子が担当
- 網祐次『中国中世文学研究―永明文学を中心として―』新樹社、1960年。
- 興膳宏『乱世を生きる詩人たち―六朝詩人論―』研文出版、2001年。
- 今場正美『隱逸と文學―陶淵明と沈約を中心として―』朋友書店、2003年。
- 稀代麻也子『宋書のなかの沈約　生きるということ』汲古書院、2004年。